# Лускоосник
Лускоосник, чий (Achnatherum) — рід багаторічних трав'янистих рослин родини злакових (Poaceae), що нерідко поєднується з ковилою (Stipa L.), але більш примітивний.

## Морфологія
Суцвіття — стислий або розлога волоть з довгими тонкими гілочками. Колоски одноквіткові, трохи стислі з боків. Колоскових лусок 2, перетинчастих, ланцетних, трохи довші за квітку. Нижня квіткова луска трохи шкіряста, на верхівці двозубчаста, з довгим тонким остюком, що виходить між зубцями, спочатку прямою, пізніше, в нижній частині, зігнутою або скрученою. Квіткових плівок 3. Плід — циліндрична зернівка, щільно обгорнута квітковими лусками.

## Поширення та екологія
Види родичів мають невеликі зоохорно поширені діаспори в помірному та субтропічному поясах Євразії, Північної Африки та Північної Америки.
Значні зарості різних видів чию, що займають близько 2 млн га, знаходяться в Казахстані.
Зарості чия — улюблене місце проживання зайця-тола.

## Господарське значення та застосування
У минулому чий широко використовувався народами Центральної Азії : з нього робили панно для прикраси стін юрти, за допомогою яких кочівники одночасно зберігали тепло всередині житла. В цей час техніка чий збереглася в національному та сучасному образотворчому мистецтві Казахстану та Киргизії. У цій техніці виконано багато робіт казахської художниці Ахметжанової.
Сухі стебла цієї рослини використовують для плетіння виробів, виготовлення мітел, а також як сировину для целюлозного паперового виробництва. Папір із цього злаку виходить дуже високої якості.

## Види
Види згідно з Plants of the World Online (в Україні ростуть виділені жирним шрифтом):
1. Achnatherum brandisii (Mez) Z.L.Wu
2. Achnatherum bromoides (L.) P.Beauv.
3. Achnatherum calamagrostis (L.) P.Beauv.
4. Achnatherum confusum (Litv.) Tzvelev
5. Achnatherum haussknechtii (Boiss.) M.Nobis
6. Achnatherum inebrians (Hance) Keng
7. Achnatherum jacquemontii (Jaub. & Spach) P.C.Kuo & S.L.Lu
8. Achnatherum mandavillei (Freitag) M.Nobis
9. Achnatherum nakaii (Honda) Tateoka
10. Achnatherum paradoxum (L.) Banfi, Galasso & Bartolucci
11. Achnatherum parviflorum (Desf.) M.Nobis
12. Achnatherum pekinense (Hance) Ohwi
13. Achnatherum pelliotii (Danguy) Röser & Hamasha
14. Achnatherum pilosum Z.S.Zhang & W.L.Chen
15. Achnatherum pubicalyx (Ohwi) Keng f. ex P.C.Kuo
16. Achnatherum sibiricum (L.) Keng ex Tzvelev
17. Achnatherum staintonii (Bor) M.Nobis & P.D.Gudkova
18. Achnatherum turcomanicum (Roshev.) Tzvelev
19. Achnatherum virescens (Trin.) Banfi, Galasso & Bartolucci